# Agrupació Autònoma de l'Ebre
L'Agrupació Autònoma de l'Ebre (AAE) va ser una formació militar creada per l'Exèrcit Popular de la República durant la Guerra Civil Espanyola. Amb una curta vida operativa, l'agrupació constituiria l'embrió de l'Exèrcit de l'Ebre, que va ser la unitat que va continuar amb els objectius i les unitats de l'anterior agrupació.

## Historial

### Orígens
Quan a l'abril de 1938 es va produir la divisió de la zona republicana, l'Exèrcit de Maniobra —exèrcit de campanya republicà creat expressament com a unitat mòbil per a llançar ofensives— també va quedar tallat entre les unitats que van quedar voltades a Catalunya i el gruix de les seves forces, que es trobaven en el llevant. Així, els Cossos d'Exèrcit XVIII i V van quedar aïllats al nord de l'Ebre mentre la resta de forces van continuar constituint l'Exèrcit de Maniobra al sud de l'Ebre. Ja havia existit una formació sota el nom d' «Agrupació autònoma de l'Ebre» que havia estat creada el 17 de març amb les restes de les divisions 30a, 44a. i 72a, així com les brigades mixtes 224a, 61a, 146a, 131a, 153a, 38a, 3a i 139a. Aquesta formació va quedar sota el comandament del tinent coronel de carabiners Claudio Martín Barco. Va participar en la fallida defensa de Lleida, després de la qual cosa va creuar el Segre i el 16 d'abril va quedar definitivament dissolt.

### Operacions
El 30 d'abril de 1938 es va recuperar aquesta antiga denominació per a una nova formació manada pel tinent coronel «Modesto». L'Agrupació de l'Ebre s'encarregaria de defensar la franja de l'Ebre de possibles penetracions franquistes, a pesar que Franco ja havia optat per dirigir-se cap a València per a evitar una intervenció francesa si aquest llançava una campanya a Catalunya (una decisió molt criticada per altres generals franquistes). La formació va quedar composta per forces dels cossos d'exèrcit V, XV —de nova creació— i XII —que s'afegiria després—; van quedar així establertes les seves forces en 3 cossos d'Exèrcit, 9 divisions i 27 brigades mixtes, a més les forces complementàries d'artilleria, carros de combat, etc.
La nova organització va exigir noves lleves de crida de reservistes per a cobrir les pèrdues ocorregudes durant la retirada d'Aragó, la trucada «Quinta del biberó». Com estava previst, el comandament de la nova agrupació va recaure en Modesto, que va formar la seva nova caserna general amb veterans del V Cos d'Exèrcit. El seu cap d'Estat Major continuava sent el major d'enginyers José Sánchez Rodríguez, mentre que el càrrec de Comissari l'ostentava Luis Delage García. El nou XV Cos d'Exèrcit va rebre les divisions 35a, 3a i 42a (abans denominada Divisió «C»), mentre que els cossos V i XII també van rebre forts reforços en homes i material —la frontera francesa havia tornat a obrir-se. No obstant això, XVIII va quedar enquadrat dins de l'Exèrcit de l'Est. L'Agrupació autònoma de l'Ebre va participar en una ofensiva sobre Balaguer (encara que fos l'Exèrcit de l'Est qui portés el pes de les operacions) que va acabar en fracàs. No obstant això, aquesta operació constituïa una prova de foc de les forces republicanes de Catalunya que s'havien reorganitzat en una unitat més gran, el Grup d'Exèrcits de la Regió Oriental (GERO). Les forces de la zona van ser reorganitzades i, ja de forma oficial, el 29 de maig va ser creat l'Exèrcit de l'Ebre heretant les unitats de l'antiga Agrupació de l'Ebre.